# Amtsgericht Meiningen

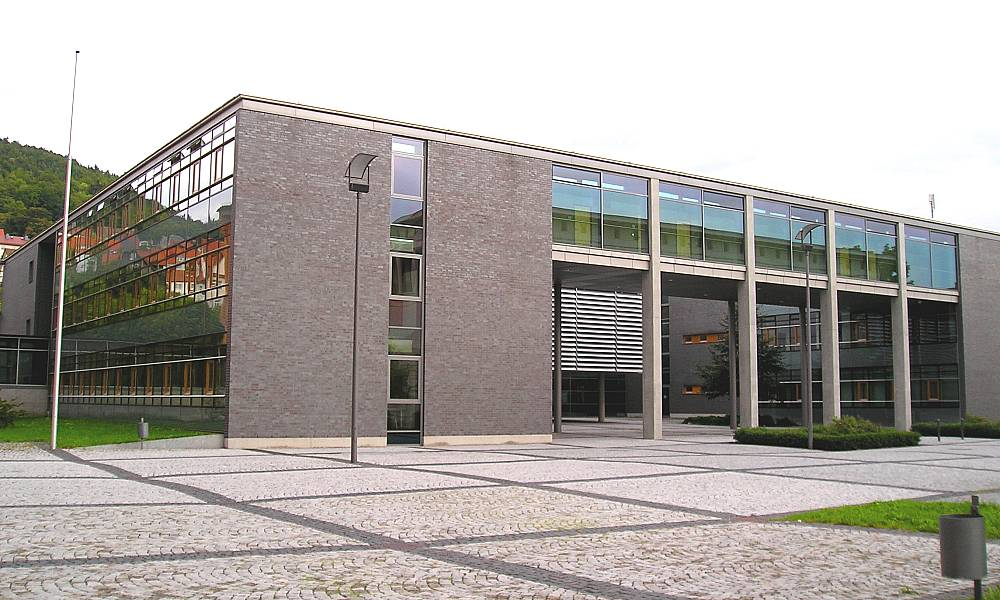
Das Sitzungsgebäude im Justizzentrum Meiningen. Hier ist auch das Amtsgericht untergebracht. (2005)

Das Amtsgericht Meiningen ist ein Gericht der ordentlichen Gerichtsbarkeit und das größte der sechs Amtsgerichte im Gerichtsbezirk des Landgerichtes Meiningen und eines von 23 Amtsgerichten in Thüringen.

## Gerichtssitz und -bezirk
Das Gericht hat seinen Sitz in der Kreisstadt Meiningen in Südthüringen. Der Gerichtsbezirk erstreckt sich auf den Landkreis Schmalkalden-Meiningen (ohne Zella-Mehlis und Oberhof) mit insgesamt 114.000 Einwohnern. Neben dem Grundbuchamt ist dem Amtsgericht Meiningen ein Handels- und Vereinsregister und eines der vier Thüringer Insolvenzgerichte angegliedert, das für die Mahn- und Insolvenzverfahren im Gerichtsbezirk des Landgerichtes Meiningen zuständig ist. Seit dem 1. Januar 2013 ist das Amtsgericht Meiningen auch Zentrales Vollstreckungsgericht für das Land Thüringen.

## Gebäude und Personal
Das Amtsgericht residiert zusammen mit dem Landgericht Meiningen, der Staatsanwaltschaft Meiningen, dem Verwaltungsgericht Meiningen und dem Sozialgericht Meiningen im neuerbauten Justizzentrum Meiningen in der Lindenallee 15 nördlich der Altstadt und des Englischen Gartens im Zentrum von Meiningen. Hier ist es gemeinsam mit dem Grundbuchamt im Sitzungsgebäude untergebracht. Am Amtsgericht Meiningen sind 13 Richter, 40 Mitarbeiter im mittleren Dienst, 19 Mitarbeiter im gehobenen Dienst und sieben Gerichtsvollzieher beschäftigt.

## Übergeordnete Gerichte
Unmittelbar übergeordnet ist das Landgericht Meiningen. Zuständiges Oberlandesgericht ist das Oberlandesgericht Jena.

## Geschichte
Nach der Märzrevolution wurden im Herzogtum Sachsen-Meiningen die Patrimonialgerichte abgeschafft und die Gerichte zum 1. Dezember 1850 als Kreisgerichte zusammengefasst. Bei den Kreisgerichten wurden Gerichtsdeputationen an den bisherigen Gerichtsstandorten eingerichtet. In Meiningen entstand so das Kreisgericht Meiningen mit der Gerichtsdeputation Meiningen.
Nach der Einführung der Reichsjustizgesetze 1879 entstand die Gerichtsstruktur, die bis zum Ende des Staates Bestand haben sollte. In Sachsen-Meiningen wurde dies mit dem Gesetz vom 16. Dezember 1878, betreffend Ausführungsbestimmungen zum deutschen Gerichtsverfassungsgesetz und der Verordnung vom 28. April 1879, betreffend die Sitze und Bezirke der künftigen Amtsgerichte umgesetzt. In Meiningen entstand am 1. Oktober 1879 das Amtsgericht Meiningen als eines von 16 Amtsgerichten im Herzogtum Sachsen-Meiningen. Zuständiges Landgericht war das gemeinsame Landgericht Meiningen.
Nachdem im Jahr 1920 die thüringischen Staaten im Land Thüringen aufgegangen waren, wurde der Gerichtssprengel mit dem Thüringer Gerichtsstandortgesetz angepasst. Das Amtsgericht Meiningen blieb erhalten und weiter dem Landgericht Meiningen zugeordnet.
Bis 1945 hatte es seinen Sitz im Gebäude des Landgerichtes Meiningen in der Bismarckstraße 14 (heute Neu-Ulmer-Straße). Nach dessen Zerstörung am 23. Februar 1945 durch einen Bombenangriff verlegte die Justizbehörde das Amtsgericht in das ehemalige Hotel „Erbprinz“ in der Sedanstraße (heute Ludwig-Chronegk-Straße).
Im Jahr 1952 wurden in der DDR die bestehenden Gerichte abgeschafft und einheitlich Kreis- und Bezirksgerichte gebildet. Meiningen kam zum Kreis Meiningen, daher wurde das Kreisgericht Meiningen gebildet und dem Bezirksgericht Suhl, Sitz Meiningen nachgeordnet. Dieses hatte unterschiedliche Kompetenzen, insbesondere die Freiwillige Gerichtsbarkeit lag nicht mehr bei den Kreisgerichten.
Nach der Deutschen Wiedervereinigung 1990 erlangte das Gericht wieder die Freiwillige Gerichtsbarkeit und erhielt zum 1. September 1993 wieder die Bezeichnung „Amtsgericht Meiningen“ und wurde dem Landgericht Meiningen nachgeordnet. Am 3. Juni 1995 erfolgte ein Brandanschlag auf das  Amtsgerichtsgebäude, bei dem viele Akten vernichtet wurden. Das Amtsgericht wurde daraufhin in eine Stadtvilla in der Charlottenstraße verlegt. Im Jahr 2000 fand der Umzug in das neu erbaute Justizzentrum Meiningen auf dem Gelände der ehemaligen Hauptkaserne statt.
Im Rahmen der Reform der Amtsgerichtsbezirke in Thüringen mit Wirkung zum 1. April 2006 wurde das ehemalige Amtsgericht Schmalkalden aufgelöst und als Zweigstelle dem Amtsgericht Meiningen zugeordnet. Die Zweigstelle Schmalkalden wurde dann bereits am 1. Mai 2006 aufgelöst.